# 鈴木一生
鈴木 一生（すずき いっせい、1947年 - 2017年7月19日）は、日本の実業家、天台宗の僧侶、ビルマ上座部仏教の僧侶。日本テーラワーダ仏教協会の初代会長。法名は、天台宗僧侶としては照智一生（しょうちいっせい）、上座部比丘としてはかつてはダンマダジャ、現在はウ・アローカ(アーロカ)。

## 経歴
- 1947年 - 神奈川県に生まれる。
- 1969年 - 日本大学商学部を卒業。
- 1972年 - ゴルフ場の関連会社を設立。
- 1973年 - 浅草の金田道跡という在家仏教者と出会い、彼の勉強会で大乗仏教（特に法華経や浄土思想等）の勉強を始める[3]。
- 1987年 - 40歳になったのを期に、金田の縁で比叡山（天台宗）で得度する。
- 1989年 - 金田の勉強会に参加していた東京コミュニティカレッジ理事であり、上座仏教修道会設立者である竹田倫子が連れていた、アルボムッレ・スマナサーラに出会う[4]。（前年1988年に留学を終えて一旦スリランカに帰国したスマナサーラは、1991年に日本に再来日・定住するまでの2年間、竹田・上座仏教修道会の要請を受けつつ、日本とスリランカを往復しながら活動していた[5]。）
- 1991年 - 竹田の要請を受け、スマナサーラの再来日と滞在を支援し、会社で毎週法話会を開く[6]。井上ウィマラと知り合い、熱海の金田の住まいで毎月瞑想会を開く。
- 1992年 - 金田が亡くなる。バブル崩壊の影響で会社の財務が悪化し、スマナサーラには竹田の上座仏教修道会の施設（浄心庵）がある茨城県鉾田市（大洋村）に移ってもらう。その後、会社を畳む[7]。北九州市の世界平和パゴダにて井上から1ヶ月瞑想指導を受ける。その後、浄心庵にてスマナサーラに瞑想指導を受ける。
- 1993年 - スマナサーラの帰国に同行してスリランカに渡り、2週間沙弥として過ごす[8]。帰国後もスマナサーラの瞑想指導を受ける。この頃からテーラワーダに対する考え方が変わってくる。
- 1994年 - 来日していたミャンマー僧ウ・ウエッブラ長老のツテでミャンマーへ行く。マハシ瞑想センターで比丘戒を受け、ウィセッタ長老[注釈 1]の下で半年間瞑想修行する。途中からスマナサーラも合流。そこで「心身解脱」の経験をし、法華経が間違いだと感じるようになる[9]。9月に帰国。11月にスマナサーラ等と共に日本テーラワーダ協会を設立し、初代会長に就任する。千駄ヶ谷のアパート2階で月に一度の瞑想会開始[10]。
- 1995年 - 機関紙（月刊紙）『パティパダー』発行開始。
  - 日本テーラワーダ仏教協会はその後、NHKこころの時代など、スマナサーラのメディア出演・知名度が増えるに伴い、組織も大きくなってくる。
  - かつて経営していた会社の借金が理由で、妻と離婚する[8]。
- 2000年 - 8月に日本テーラワーダ仏教協会の運営を離れる。
  - 資金に困り、比叡山の行院で修行して天台宗の僧侶資格を得、僧侶派遣業（「はちす会」）を始める[11]。
  - 仕事の傍ら、年に半年はミャンマーに渡り、マハシ瞑想センターや、同系統のチャンミ瞑想センターで瞑想修行を行うという生活を繰り返す。
- 2006年 - 2月に心肺停止する経験をする[8]。6月、ミャンマー同行を頼んできた浄土真宗の若者2人と共にミャンマーへ行く。彼らの要望に沿って、パオ森林僧院系統であるクムダ・セヤドーのモービ僧院にて、初めてパオ系の瞑想修行を経験する[12]。
- 2013年 - パオ森林僧院のマハーカルナー（2018年現在はマハーカルナー傳修院指導者[13]）と出会い、彼の瞑想会を支援するよう仲間に呼びかける[要出典]。
  - 「パオ森林僧院（日本道場）」が2013年9月1日に設立されたとされている[14][15]。マハーカルナーが2018年1月に語ったことによれば、その名前に「パオ」の名を冠することについて鈴木も一定の関与をしていたという（詳細はマハーカルナーを参照）[16]。同道場ではマハーカルナーが指導者を務めた[14][注釈 2]。
- 2017年7月19日 逝去[1]。

## 思想
上記の通り、鈴木の仏教経験は、
1. 大乗仏教（天台宗）
2. 上座部仏教（マハシ系）
3. 上座部仏教（パオ系）

という3つの変遷を辿っている。
スマナサーラやウィセッタ長老らの指導により、マハシ系の瞑想修行を経て、1994年頃に大乗仏教が誤っている、上座部仏教を広めたいと考えるようになり、それが日本テーラワーダ協会の設立につながった。
その後、2006年にパオ系の瞑想修行を経験したことで、サマタ瞑想を徹底的に行うパオ系の瞑想修行こそが正統であり、マハシ系は一般人向きで限界があるという考えに変わった。2013年からは、パオ森林僧院日本道場のマハーカルナーの活動を支援している。彼と初めて話した時、「この人は悟っている」と思ったという。
ただし、スマナサーラに対しては、今でも変わらず恩師と考えており、尊敬しているという。
上記した仏教・人間関係の遍歴は、「ブッダの教えを広めたい」という気持ちに導かれ、自ずと出会う流れができた結果だという。
テーラワーダ仏教は、何よりもまず優れた出家者を支える在家組織を組織・形成することが重要であり、かつての日本テーラワーダ協会設立（そして現在のマハーカルナー、パオ森林僧院支援）もそのためだという。
現在の日本は、明治時代の釈興然以来と言っていいくらい、テーラワーダ仏教を日本に根付かせる絶好の機会であり、スマナサーラとマハーカルナーといった逸材の下に、本物の修行者を育て、下の世代につなげていけば、三宝の守りが得られて日本は安泰だという。

## 著作
- 『知恵のこころ -上座仏教入門 釈迦の教えその真理と実践』（中山書房仏書林、1995年）
- 『上座仏教悟りながら生きる -今“ブッダの英知"がこころの支えになる』（アルボムッレ・スマナサーラと共著、大法輪閣、1999年）
- 『さとりへの道 -上座仏教の瞑想体験』（春秋社、1999年）

### 寄稿・インタビュー
- 「テーラワーダ仏教は在家が支える」『別冊サンガジャパン1 実践！　仏教瞑想ガイドブック』　サンガ、2014年8月